# Distrito de Belait
Belait es un distrito (daerah) del Sultanato de Brunéi. Su capital es Kuala Belait. Otras ciudades importantes son: Badas, Bukit Sawat, Kuala Balai, Labi, Lumut, Seria, Sungai Liang, Sukang y Melilas.
El distrito bordea el Mar de la China Meridional al norte, el distrito de Tutong y el estado malayo de Sarawak al sur y al occidente.
El río Sungai Belait fluye a través de todo el distrito siendo el río más largo del país.
El sultanato está dividido en distritos (daerah), a su vez divididos en subdistritos (mukims). Los subdistritos se subdividen en pueblos (kampong).

## Subdistritos
- Bukit Sawat
- Kuala Balai
- Kuala Belait
- Labi
- Liang
- Melilas
- Seria
- Sukang